# Begur
Begur (spanisch Bagur) ist eine katalanische Gemeinde in der Provinz Girona im Nordosten Spaniens. Sie liegt in der Comarca Baix Empordà.

## Lage und Beschreibung
Begur liegt etwa 32 Kilometer östlich von Girona an der Costa Brava.
Der historische Ortskern befindet sich auf einem Hügel, dessen Spitze von der Ruine einer mittelalterlichen Burg überragt wird.

## Geschichte und Sehenswürdigkeiten
Die Burg der Stadt ließ Ritter Arnust de Begur im 11. Jahrhundert erbauen. Ihre Zerstörung erfolgte im Jahre 1810 während der Napoleonischen Kriege. Daneben gibt es auch zahlreiche Wehrtürme aus dem 16. Jahrhundert sowie Häuser und Villen von reich in ihre spanische Heimat zurückgekehrten Amerika-Auswanderern aus dem 19. Jahrhundert. Bis heute spiegelt sich das in der Architektur des Ortes wider, und man feiert in Begur den einstigen Quell des Reichtums jährlich mit der Fira D’Indians.

## Strände
Die nachstehenden acht Fels- und Sandstrände liegen im Gemeindegebiet von Begur und gehören aufgrund ihrer Lage an den kleinen Buchten dieses sehr schroffen Küstenabschnitts mit zu den landschaftlich reizvollsten der gesamten Costa Brava:
- Sa Riera
- Illa Roja
- El Racó
- Aiguablava
- Fornells
- Platja Fonda
- Sa Tuna
- Aiguafreda

## Persönlichkeiten
- Maria Morera (* 2003), Schauspielerin